# Bagherije-je Bala
Bagherije-je Bala (perski: باقريه بالا) – wieś w południowym Iranie, w ostanie Kerman. W 2006 roku miejscowość liczyła 493 osoby w 122 rodzinach.